# Rugby vid olympiska sommarspelen
Rugby fanns med på det olympiska programmet för första gången vid de olympiska sommarspelen 1900 i Paris. Vid dessa spel spelades 15-mannavarianten av rugby union. Sporten var med ytterligare tre gånger, 1908 i London, 1920 i Antwerpen och 1924 i Paris. Rugby ströks från det olympiska programmet 1925.
I oktober 2009 röstade IOC ja till att återinföra rugby som olympisk sport. Sedan Rio 2016 tävlas det i sjumannarugby, och i både herr- och damturneringarna deltar 12 lag.
| Gren              | 1900 | 1908 | 1920 | 1924 | 2016 | 2020 | 2024 |
| ----------------- | ---- | ---- | ---- | ---- | ---- | ---- | ---- |
| 15-manna (herrar) | X    | X    | X    | X    |      |      |      |
| Sjumanna (herrar) |      |      |      |      | X    | X    | X    |
| Sjumanna (damer)  |      |      |      |      | X    | X    | X    |
| Grenar            | 1    | 1    | 1    | 1    | 2    | 2    | 2    |

## Medaljtabell
| Pl. | Nation         | Guld | Silver | Brons | Totalt |
| --- | -------------- | ---- | ------ | ----- | ------ |
| 1   | Frankrike      | 2    | 3      | 0     | 5      |
| 2   | Nya Zeeland    | 2    | 2      | 0     | 4      |
| 3   | Fiji           | 2    | 1      | 1     | 4      |
| 4   | USA            | 2    | 0      | 1     | 3      |
| 5   | Australasien   | 1    | 0      | 0     | 1      |
| 5   | Australien     | 1    | 0      | 0     | 1      |
| 7   | Storbritannien | 0    | 3      | 0     | 3      |
| 8   | Kanada         | 0    | 1      | 1     | 2      |
| 9   | Tyskland       | 0    | 1      | 0     | 1      |
| 10  | Sydafrika      | 0    | 0      | 2     | 2      |
| 11  | Argentina      | 0    | 0      | 1     | 1      |
| 11  | Rumänien       | 0    | 0      | 1     | 1      |